# Olympische Sommerspiele 1984/Teilnehmer (Bahrain)
| Gelbes Symbol für Goldmedaillen mit stilisierten Olympischen Ringen | Graues Symbol für Silbermedaillen mit stilisierten Olympischen Ringen | Braundes Symbol für Bronzemedaillen mit stilisierten Olympischen Ringen |
| ------------------------------------------------------------------- | --------------------------------------------------------------------- | ----------------------------------------------------------------------- |
| —                                                                   | —                                                                     | —                                                                       |

Bahrain nahm bei den Olympischen Spielen 1984 in Los Angeles zum ersten Mal an Olympischen Sommerspielen teil. Die Delegation umfasste zehn Athleten.

## Teilnehmer nach Sportart

### Leichtathletik
- Ahmed Hamada
Männer, 400 m Hürden: in der 1. Runde ausgeschieden (50,62 s)

### Moderner Fünfkampf
- Saleh Sultan Faraj
Männer, Einzel: 25. Platz
Männer, Team: 13. Platz
- Abdul Rahman Jassim
Männer, Einzel: 40. Platz
Männer, Team: 13. Platz
- Nabeel Saleh Mubarak
Männer, Einzel: 41. Platz
Männer, Team: 13. Platz

### Schießen
- Ali Al-Khalifa
Männer, Kleinkaliber liegend 50 m: 71. Platz
Männer, Schnellfeuerpistole 25 m: 55. Platz
- Salman Al-Khalifa
Mixed, Trap: 70. Platz
- Abdullah Ali
Männer, Kleinkaliber liegend 50 m: 70. Platz
- Mohamed Abdul Rahman
Männer, Schnellfeuerpistole 25 m: 51. Platz

### Schwimmen
- Hamad Bader
Männer, 100 m Freistil: in der 1. Runde ausgeschieden (58,16 s; 61. Platz)
- Esa Fadel
Männer, 100 m Schmetterling: in der 1. Runde ausgeschieden (1:13,27 min; 56. Platz)